# Fairlight (Nuovo Galles del Sud)
Fairlight è un sobborgo di nord Sydney, nello Stato del Nuovo Galles del Sud in Australia.
Si trova a 13 km a nord-est del Distretto affaristico centrale di Sydney, nell'area governativa locale del Consiglio delle Spiagge Settentrionali, nella regione delle Spiagge settentrionali.
Fairlight si trova tra Balgowlah e Manly ad ambo i lati della strada Sydney Road.

## Origini del nome
Fairlight prende il suo nome dalla casa Fairlight, costruita da Henry Gilbert Smith (1802-1886) nella terra che comprò nel 1853 da John Parker, il quale precedentemente aveva ricevuto una concessione terriera nel 1837. La casa prese il nome dall'omonimo paese inglese di Fairlight, nella costa meridionale dell'Inghilterra.